# Герасименко, Наталья Петровна
Наталья Петровна Герасименко (род. 8 февраля 1953 года в Киеве) — советский и украинский палеогеограф, доктор географических наук, профессор Киевского национального университета имени Тараса Шевченко.

## Биография
Родилась 8 февраля 1953 года в Киеве.
В 1975 году окончила Киевский университет имени Тараса Шевченко по специальности физическая география. По окончании университета работала в Институте географии АН Украины, начиная от инженера до ведущего научного сотрудника. Воспитанница палеогеографической школы М. Ф. Веклича, под руководством которого защитила кандидатскую диссертацию на тему «Реконструкция палеоландшафтов Киевского Приднепровья (плейстоцен и плиоцен)» (1985 год). В 2004 году защитила докторскую диссертацию «Развитие зональных ландшафтов территории Украины в четвертичном периоде» (научный консультант — Матвиишина Ж. Н.).
В Киевском университете на преподавательской работе с 1987 года, с 2005 года — профессор кафедры землеведения и геоморфологии.
Преподаёт курсы: «Палеогеография антропогена и четверти отложения», «Методы палеогеографических исследований», «Палеогеография антропогена», «История развития почв», «Региональная палеогеография голоцена», «Геоархеология», «Палеоэкология четвертичного периода»
Исследует палеогеографию и стратиграфию четвертичного периода, изучает эволюцию плейстоценовых и голоценовых ландшафтов, палеоэкологию древнего человека на территории Украины в сотрудничестве с геологами и археологами. Основные методы исследования — палинологический и палеопедологичный, направлены на реконструкцию древних почв и растительности в качестве индикаторов древних ландшафтов и климата.
Член комиссии стратиграфии и хронологии (SACCOM) Международного союза по изучению четвертичного периода (INQUA). Член секции четвертичной стратиграфии Европы (SEQS). Вице-президент Национального комитета INQUA Украины. Член редакционной коллегии международного журнала Quaternary International и научного сборника «Физическая география и геоморфология».

## Труды
- Палеогеография Киевского Приднепровья. К., 1984 (соавтор);
- Стратиграфическая схема четвертичных отложений Украины. К., 1993 (соавтор);
- Проблеми охорони геологічної спадщини України. К., 1999 (соавтор);
- Зміни положення ландшафтних зон на території України у плейстоцені і голоцені // Укр. геогр. журн. 2004. № 3.
- The Middle and Upper Paleolith of the Easten Crimea. Льеж, 2004 (соавтор). (англ.)
- Paleoenvironment of the Crimea during the Last Interglacial. Kologne, 2005 (соавтор). (англ.)